# Temporada 1963-64 de Los Angeles Lakers
La temporada 1963-64 fue la 16.ª de los Lakers en la NBA, y la 4.ª en su ubicación en Los Ángeles, California. La temporada regular acabaron con 42 victorias y 38 derrotas, ocupando el tercer puesto de la División Oeste y clasificándose para los playoffs, en los que cayeron en primera ronda derrotados por los St. Louis Hawks.

## Elecciones en elDraft
| Ronda | Puesto | Jugador          | Posición | Nacionalidad   | Universidad         |
| ----- | ------ | ---------------- | -------- | -------------- | ------------------- |
| 1     | 7      | Roger Strickland |          | Estados Unidos | Jacksonville        |
| 2     | 13     | Jim King         | Base     | Estados Unidos | Tulsa               |
| 2     | 16     | Mel Gibson       | Escolta  | Estados Unidos | Western Carolina    |
| 3     | 25     | Lyle Harger      |          | Estados Unidos | Houston             |
| 4     | 34     | Layton Johns     |          | Estados Unidos | Auburn              |
| 5     | 43     | Larry Jones      | Escolta  | Estados Unidos | Toledo              |
| 6     | 52     | Warren Salade    |          | Estados Unidos | Pennsylvania        |
| 7     | 61     | Gordie Martin    |          | Estados Unidos | Southern California |

## Temporada regular
| División Oeste           | División Oeste | División Oeste | División Oeste | División Oeste | División Oeste | División Oeste | División Oeste | División Oeste |
| Equipo                   | G              | P              | %              | PD             | Casa           | Fuera          | Neutral        | Div            |
| ------------------------ | -------------- | -------------- | -------------- | -------------- | -------------- | -------------- | -------------- | -------------- |
| x-San Francisco Warriors | 48             | 32             | .600           | –              | 25–14          | 21–15          | 2–3            | 29–17          |
| x-St. Louis Hawks        | 46             | 34             | .575           | 2              | 27–12          | 17–19          | 2–3            | 30–16          |
| x-Los Angeles Lakers     | 42             | 38             | .525           | 6              | 24–12          | 15–21          | 3–5            | 24–22          |
| Baltimore Bullets        | 31             | 49             | .388           | 17             | 20–19          | 8–21           | 3–9            | 16–24          |
| Detroit Pistons          | 23             | 57             | .288           | 25             | 9–21           | 6–25           | 8–11           | 13–33          |

## Playoffs

### Semifinales de División
Los Angeles Lakers – St. Louis Hawks
| Fecha       | Partido                                     | Ciudad      |
| ----------- | ------------------------------------------- | ----------- |
| 21 de marzo | St. Louis Hawks 115, Los Angeles Lakers 104 | San Luis    |
| 22 de marzo | St. Louis Hawks 106, Los Angeles Lakers 90  | San Luis    |
| 25 de marzo | Los Angeles Lakers 107, St. Louis Hawks 105 | Los Ángeles |
| 28 de marzo | Los Angeles Lakers 97, St. Louis Hawks 88   | Los Ángeles |
| 30 de marzo | St. Louis Hawks 121, Los Angeles Lakers 108 | San Luis    |
|             | St. Louis gana las series 3–2               |             |

## Estadísticas
| Rk | Jugador      | Edad | P  | PT | MP   | TC   | TCI  | %TC  | 3P | 3PI | %3P | 2P   | 2PI  | %2P  | TL  | TLI | %TL  | RO | RD | RT   | AS  | RB | TAP | BP | FP  | PTS  |
| 1  | Elgin Baylor | 29   | 78 |    | 40.6 | 9.7  | 22.8 | .425 |    |     |     | 9.7  | 22.8 | .425 | 6.0 | 7.5 | .804 |    |    | 12.0 | 4.4 |    |     |    | 3.0 | 25.4 |
| 2  | Jerry West   | 25   | 72 |    | 40.4 | 10.3 | 21.2 | .484 |    |     |     | 10.3 | 21.2 | .484 | 8.1 | 9.8 | .832 |    |    | 6.0  | 5.6 |    |     |    | 2.8 | 28.7 |
| 3  | Rudy LaRusso | 26   | 79 |    | 34.8 | 4.3  | 9.8  | .434 |    |     |     | 4.3  | 9.8  | .434 | 3.8 | 5.0 | .751 |    |    | 10.1 | 2.4 |    |     |    | 3.4 | 12.3 |
| 4  | Dick Barnett | 27   | 78 |    | 33.6 | 6.9  | 15.3 | .452 |    |     |     | 6.9  | 15.3 | .452 | 4.5 | 5.8 | .773 |    |    | 3.2  | 3.1 |    |     |    | 3.0 | 18.4 |
| 5  | Gene Wiley   | 26   | 78 |    | 19.4 | 1.9  | 3.5  | .535 |    |     |     | 1.9  | 3.5  | .535 | 0.6 | 1.0 | .600 |    |    | 6.5  | 0.6 |    |     |    | 2.9 | 4.3  |
| 6  | Leroy Ellis  | 23   | 78 |    | 18.7 | 2.6  | 6.1  | .423 |    |     |     | 2.6  | 6.1  | .423 | 1.4 | 2.2 | .659 |    |    | 6.4  | 0.5 |    |     |    | 2.5 | 6.6  |
| 7  | Don Nelson   | 23   | 80 |    | 17.6 | 1.7  | 4.0  | .418 |    |     |     | 1.7  | 4.0  | .418 | 1.9 | 2.5 | .741 |    |    | 4.0  | 1.0 |    |     |    | 2.3 | 5.2  |
| 8  | Frank Selvy  | 31   | 73 |    | 17.6 | 2.2  | 5.8  | .378 |    |     |     | 2.2  | 5.8  | .378 | 1.1 | 1.7 | .639 |    |    | 1.9  | 2.0 |    |     |    | 1.6 | 5.5  |
| 9  | Jim Krebs    | 28   | 68 |    | 14.3 | 2.0  | 5.3  | .375 |    |     |     | 2.0  | 5.3  | .375 | 1.0 | 1.3 | .765 |    |    | 4.2  | 0.7 |    |     |    | 2.4 | 4.9  |
| 10 | Jim King     | 22   | 60 |    | 12.7 | 1.4  | 3.3  | .424 |    |     |     | 1.4  | 3.3  | .424 | 1.1 | 1.7 | .653 |    |    | 1.9  | 1.8 |    |     |    | 1.7 | 3.9  |
| 11 | Hub Reed     | 27   | 46 |    | 8.4  | 0.7  | 2.0  | .363 |    |     |     | 0.7  | 2.0  | .363 | 0.2 | 0.3 | .667 |    |    | 2.3  | 0.5 |    |     |    | 1.6 | 1.7  |
| 12 | Mel Gibson   | 23   | 9  |    | 5.9  | 0.7  | 2.2  | .300 |    |     |     | 0.7  | 2.2  | .300 | 0.1 | 0.2 | .500 |    |    | 0.4  | 0.7 |    |     |    | 1.1 | 1.4  |

## Galardones y récords
| Jugador      | Galardón                          |
| Elgin Baylor | Mejor quinteto de la NBA All-Star |
| Jerry West   | Mejor quinteto de la NBA All-Star |